# Електричне поле Землі
Електричне поле Землі — електричне поле, що існує між поверхнею Землі та іоносферою. Напруженість найбільша біля поверхні Землі, де становить приблизно 130 В/м, і швидко спадає з висотою. На висоті 1 км вона становить приблизно 40 В/м, на висоті 50 км практично нульова. Напруженість електричного поля Землі не постійна. Вона коливається в залежності від часу доби, пори року, але бувають також нерегулярні коливання.
Земля заряджена негативно. Заряд Землі приблизно дорівнює 6·105 Кл. Між поверхнею Землі та іоносферою протікає електричний струм з густиною приблизно 10−6 мкА/м². Цей струм намагається розрядити Землю. Обернений процес зарядки Землі зумовлений блискавками.
Загалом Землю можна собі уявити, як сферичний конденсатор, обкладки якого два провідні шари — світовий океан та йоносфера.
В травні 2022 року за допомогою космічного апарата місії Endurance, який був запущений в космоc з ракетного полігону Шпіцберген у Норвегії на висоту 768,03 км (477,23 милі), вчені Центру космічних польотів імені Годдарда NASA виявили та виміряли невідоме раніше слабке енергетичне поле, що огортає планету Земля, яке отримало назву амбіполярне поле. За оцінками вчених, це електричне поле Землі починається приблизно за 250 км (150 миль) над поверхнею, де атоми в атмосфері поділяються на негативно заряджені електрони та позитивно заряджені іони, які більш ніж у 1800 разів важчі за електрони. Відповідно до заяви NASA, враховуючи їхні протилежні електричні заряди, утворюється електричне поле, яке «зв’язує їх разом», протидіючи безперервному тяжінню гравітації та дозволяючи деяким частинкам покинути космос у цьому процесі. Під час 20-хвилинного польоту Endurance зібрав дані про швидкоплинну зміну потенціалу електричного поля на 0,55 В, однак такого заряду цілком достатньо, щоб притягнути іони водню з силою, що в 10,6 разів перевищує силу тяжіння і запустити їх у космос з надзвуковою швидкістю.